# Lördagstjärnen, Dalarna
Lördagstjärnen är en sjö i Malung-Sälens kommun i Dalarna och ingår i Dalälvens huvudavrinningsområde.